# Étienne-Napoléon Cournaud
Étienne-Napoléon Cournaud est un sculpteur français né à Carpentras le 15 mars 1805 et mort à Avignon le 15 avril 1863.

## Biographie
Étienne-Napoléon Cournaud, né à Carpentras en 1805, travailla à Avignon. Il est l'auteur d'une Pietà en pierre placée à l'église de Saint-Didier. Le Musée Calvet possède de lui la maquette de ce groupe et une esquisse en plâtre représentant sainte Madeleine. Il a également travaillé sur des sculptures au château de Tourreau. Il est mort à Avignon en 1863.